# دنیس رنو
دنیس رنو (انگلیسی: Denis Renaud؛ زادهٔ ۲۰ سپتامبر ۱۹۷۴) بازیکن فوتبال اهل فرانسه است.